# Georgia White
Georgia White, ook wel Georgia Lawson (9 maart 1903 – 1980), was een Amerikaanse blueszangeres.

## Biografie
Over de jeugd- en kinderjaren van Georgia White is weinig bekend. Eind jaren 1920 zong ze in de nachtclubs van Chicago en maakte ze haar eerste plaatopnamen, waaronder When You're Smiling, the Whole World Smiles With You met het orkest van Jimmie Noone in 1930. Pas in 1935 nam ze weer nummers op. In de komende zes jaar ontstonden meer dan 100 nummers voor Decca Records. Daarbij werd ze meestal begeleid door de pianist Richard M. Jones en eind jaren 1930 door de gitarist Lonnie Johnson.
Ze nam ook op onder de naam Georgia Lawson. Tot deze nummers behoorden I'll Keep Sitting on It, Take Me for a Buggy Ride, Mama Knows What Papa Wants When Papa's Feeling Blue en Hot Nuts. Haar bekendste song was You Done Lost Your Good Thing Now.
Tijdens de jaren 1940 formeerde Georgia White een heuse vrouwenband, die echter geen platen opnam en optrad met Bumble Bee Slim. In 1949 begeleidde ze Big Bill Broonzy als pianiste in zijn Laughing Trio. Tijdens de jaren 1950 zong ze weer in clubs. Haar laatst bekende optreden was in 1959 in Chicago.
Van haar verdere opnamen zijn vermeldenswaardig: Trouble In Mind (1936, met Les Paul, gitaar), New Trouble In Mind (1937), Freddie Blues (1938), Jazzin' Babies Blues, You Ought To Be Ashamed Of Yourself, Papa Pleaser (1940), When You're Away (1941).

## Overlijden
Georgia White overleed in 1980 op 77-jarige leeftijd.